# Sibille van Erythrae

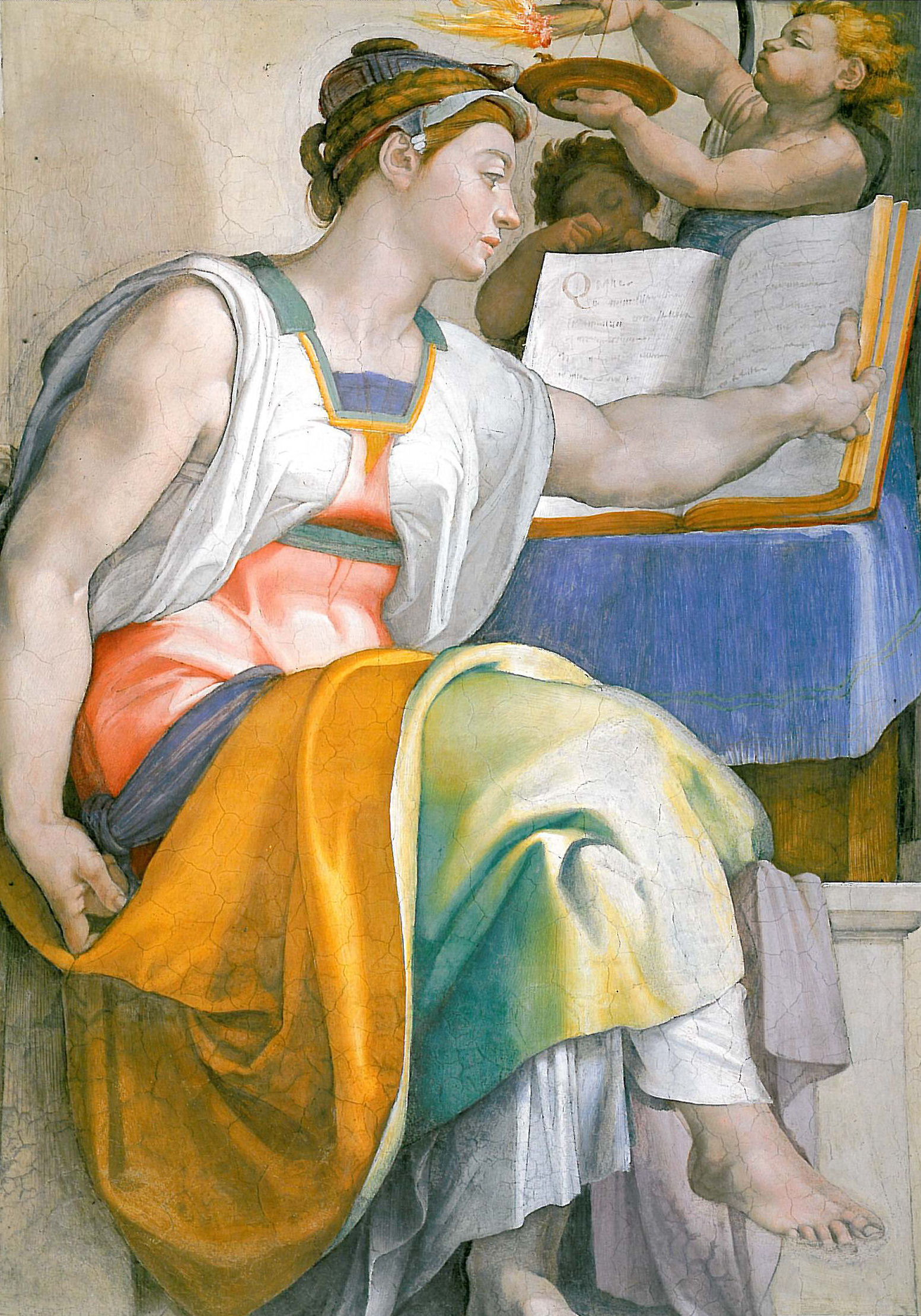
De sibille van Erythrae door Michelangelo, Sixtijnse kapel

De Sibille van Erythrae was een van de tien sibillen die door de christelijke schrijver Lactantius beschreven werden op basis van de geschriften van de Romeinse historicus Marcus Terentius Varro Reatinus. Een sibille (vaak  gespeld als sibylle) (Grieks Σιβύλλα, Latijn Sibylla) was in de klassieke oudheid de benaming voor een aantal vrouwen die, geïnspireerd door een godheid (in de regel Apollo) en daardoor in extase, spontaan en ongevraagd de toekomst voorspelden in Griekse hexameters.

## Benaming
De benaming komt voor het eerst voor, als naam van een profetes, bij Plutarchus in een quotatie van de filosoof Heraclitus Ook in een tragedie van Euripides die nu verloren is zou Sibille vernoemd geweest zijn en Aristophanes voerde Sibille op in een van zijn komedies. Plato verwijst in Phaedrus eveneens naar Sibille. De eerste auteur die melding maakt van meerdere sibillen is Heraclides van Pontus en hij situeert ze in Delphi en in Erythrae, maar we kennen het werk slechts via Clemens van Alexandrië, en ook hieruit kan men niet met absolute zekerheid zeggen dat hij inderdaad bedoelde dat er meerdere sibillen waren. In zijn Stromateis, noemde hij de profetes van Erythrea Herophyle.

## Erythrae
Erythrae was een kleine stad aan de westkust van Klein-Azië. In 1891 werd er een kunstmatige grot ontdekt waarvan men vermoedt dat ze dienstgedaan heeft als cultusplaats rond een bron. In de grot vond men vier inscripties, waarvan drie uit de tweede eeuw, de vierde kan van een hele tijd later zijn. Uit de inscripties blijkt dat de grot in verband stond met nimfen en de sibille. Het begin van de eerste inscriptie luidt: ik ben Sibyl, dienares van Phoebus en de eerstgeboren dochter van een naiade. Erythrae is mijn geboorteplaats en Theodorus mijn sterfelijke vader. De tekst getuigt duidelijk van de concurrentie tussen Griekse steden als plaats waar de Sibyl zetelde wat uiteindelijk leidde tot het definiëren van tien sibillen zetelend op verschillende plaatsen.

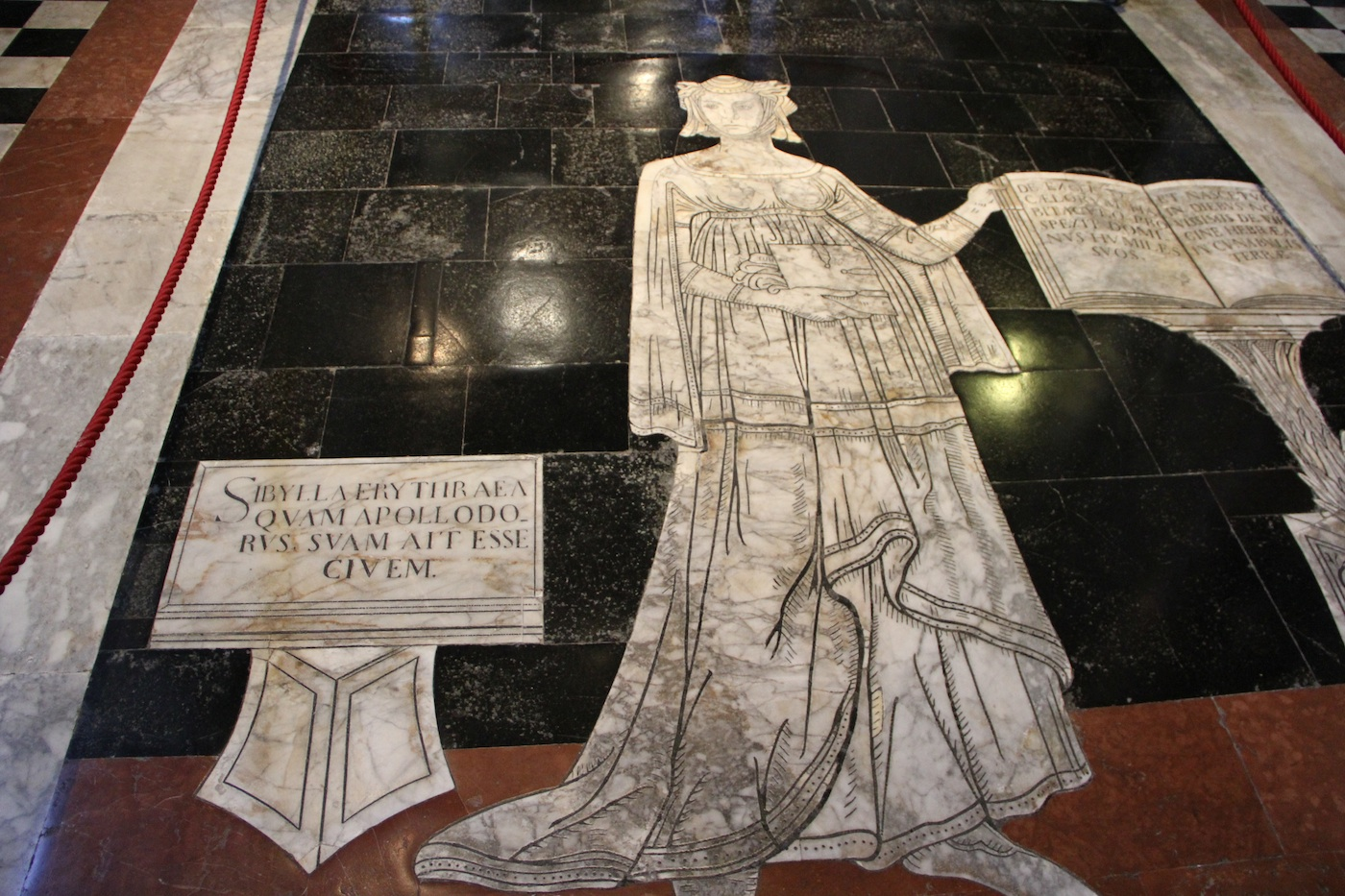
Erythraeïsche sibille, vloerinlegwerk in de kathedraal van Sienna.

## Betekenis in het christendom
De sibillen werden door de kerkvaders vaak aangehaald als profetessen die de komst van Christus hadden voorspeld, naast de profeten van het Oude Testament. De sibille van Erithrea wordt vermeld voor haar christelijk geïnspireerde profetieën door Lactantius in zijn Divinae institutiones, Eusebius in zijn Oratio Constatini ad Sanctuorum Coetum en door Augustinus van Hippo in zijn De Civitate Dei. Na het verbod op de heidense cultus door keizer Justianus de Grote in de 6e eeuw verdween stilaan de interesse in de profetieën van de sibillen, hoewel ze tot ver in de middeleeuwen besproken werden door de theologen en afgebeeld werden in de kunsten. Michelangelo maakt een afbeelding van onder meer de Sibille van Erythrea in de Sixtijnse Kapel, en in het Dies irae, de bekende hymne uit de 13e eeuw, die vandaag nog wordt gezongen in de dodenmis, wordt verwezen naar de Dag des Oordeels die door koning David en de Erythraeïsche sibille was voorspeld. (Dies irae, dies illa/Solvet saeclum in favilla/Teste David cum Sibylla. ... zoals voorzegd door David en de Sibille).
Men mag bij dit alles niet uit het oog verliezen dat een groot deel van de profetieën die aan de sibillen werden toegeschreven, teruggaan op de Sibillijnse orakels twaalf boeken van judeo-chistelijke oorsprong uit de 2e tot de 5e eeuw, die lang werden toegeschreven aan de sibilles.